# 2342 Lebedev
A 2342 Lebedev (ideiglenes jelöléssel 1968 UQ) egy kisbolygó a Naprendszerben. Tamara Mihajlovna Szmirnova fedezte fel 1968. október 22-én.